# Osiek
Osiek là một thị trấn thuộc huyện Staszowski, tỉnh Świętokrzyskie ở trung tâm Ba Lan. Thị trấn có diện tích 18 km². Đến ngày 1 tháng 1 năm 2011, dân số của thị trấn là 2001 người và mật độ 115 người/km².